# 1999 en mathématiques
Cet article présente les faits marquants de l'année 1999 en mathématiques.

## Décès
- 22 janvier : Maxwell Rosenlicht (né en 1924), mathématicien américain.

- 18 avril : Gian-Carlo Rota (né en 1932), mathématicien et philosophe américain né en Italie.

- 25 avril : William McCrea (né en 1904), astronome et mathématicien britannique.

- 9 mai : Ivan Niven (né en 1915), mathématicien américain et canadien.

- 10 juin : Margaret Greig (née en 1922), mathématicienne britannique.

- 21 juin : Edwin Hewitt (né en 1920), mathématicien américain.

- 28 juin : Florent Bureau (né en 1906), mathématicien belge.

- 11 juin : Gilles Châtelet (né en 1944), mathématicien et philosophe français.

- 25 juin : Mikhail Goussarov (né en 1958), mathématicien soviétique-russe.

- 3 juillet : Pelagueïa Poloubarinova-Kotchina (née en 1899), mathématicienne et historienne des mathématiques russe.

- 27 juillet : Aleksandr Aleksandrov (né en 1912), mathématicien, physicien et philosophe russe.

- 12 août : Albert Edward Green (né en 1912), mathématicien britannique.

- 17 septembre : Leonard Carlitz (né en 1907), mathématicien américain.

- 24 septembre : Anneli Cahn Lax (née en 1999), mathématicienne américaine.

- 22 novembre : Nicole Desolneux-Moulis (née en 1943), mathématicienne française.

- 26 novembre : John L. Kelley (né en 1916), mathématicien américain.

- 5 décembre : Nathan Jacobson (né en 1910), mathématicien américain.

- 17 décembre : Jürgen K. Moser (né en 1928), mathématicien allemand.

- 18 décembre : Bertha Swirles (née en 1903), mathématicienne britannique.

- 26 décembre : Vitold Belevitch (né en 1921), mathématicien et ingénieur électricien belge d'origine russe.